# 拜迪亚巴蒂
拜迪亚巴蒂（Baidyabati），是印度西孟加拉邦Hugli县的一个城镇。总人口108231（2001年）。

## 人口
该地2001年总人口108231人，其中男性56429人，女性51802人；0—6岁人口8516人，其中男4422人，女4094人；识字率79.04%，其中男性为82.10%，女性为75.71%。